# 新西兰工党
新西兰工党（英語：New Zealand Labour Party），簡稱工黨，是现今新西兰两大主要政党之一，是政治立場中间偏左的政党。該黨的綱領自稱其建黨理論是民主社會主義，但在實際行動方面倾向社会民主主义和社会自由主义。與其他民主社會主義及社會民主主義政黨類似，新西蘭工黨參加的政黨國際組織是進步聯盟。
新西蘭工黨於1916年由各種社會黨和工會組成。 它是該國仍然存在的最古老的政黨。 自1930年代以來，工黨與其主要競爭對手新西兰国家党一起統治著新西蘭政府。 截至2020年，工黨執政時期已由十位工黨的總理擔任六屆工黨政府。
新西兰工党首次掌权是在總理迈克尔·约瑟夫·萨瓦奇和彼得·弗雷澤的領導下上台，是該黨在1935年至1949年建立新西蘭的福利國家時。 它的統治時期是1957年至1960年，然後是1972年至1975年（每次一个任期）。 1974年，總理諾曼·柯克（Norman Kirk）辭職，這導致政黨支持率下降。 直到1980年代，該黨一直主張政府在經濟和社會事務中發揮重要作用。從1984年到1990年執政期間，工黨改為私有化國有資產，並削弱了國家在經濟中的作用。 工黨總理戴维·朗伊（David Lange）也引入了新西蘭的無核政策(New Zealand nuclear-free zone)。 從1999年到2008年，工黨在幾個次要政黨的聯合執政或以其為基礎的談判支持下再次成為最大政黨； 海倫·克拉克（Helen Clark）成為第一位領導政府任期第三屆的工黨總理。
在2008年大選之後，工黨組成了眾議院代表的第二大黨團。在2017年紐西蘭大選當中，在傑辛達·阿德恩領導下，工黨贏得46議席、相較原本席位淨增長14個名額。在2020年大选中，工党赢得120个议会议席中的64個，现任党魁（第18任）是克里斯·希普金斯。

## 历史
新西蘭工黨於1916年7月7日在惠靈頓市成立，由各种召集主張比例代表制的社會主義團體组成，主张取消國家配額； 罷免（recall）國會議員； 以及生產和贸易的國有化。儘管其起源於惠靈頓，但西岸大区的布萊克鮑爾鎮（Blackball）卻經常被視為該黨的發源地，因為它是成為新生工黨一部分的主要政治組織之一的所在地。 該黨是由工會創立的，並且一直受到工會的影響，實際上，工黨政治家們將自己視為更廣泛的勞工運動和傳統的一部分。

### 成立（1901年—1916年）
20世紀初，新西蘭的左翼政治勢力組織主要為激進的社會黨和溫和的獨立政治勞工聯盟。兩個組織經歷歷次合并和分裂後在1916年合并為現在的工黨。1919年，工党在成立后第一場选举中赢得8个议席（当时的执政党有47个议席），之後议席不断增加。

### 第一个工黨政府（1935年—1949年）

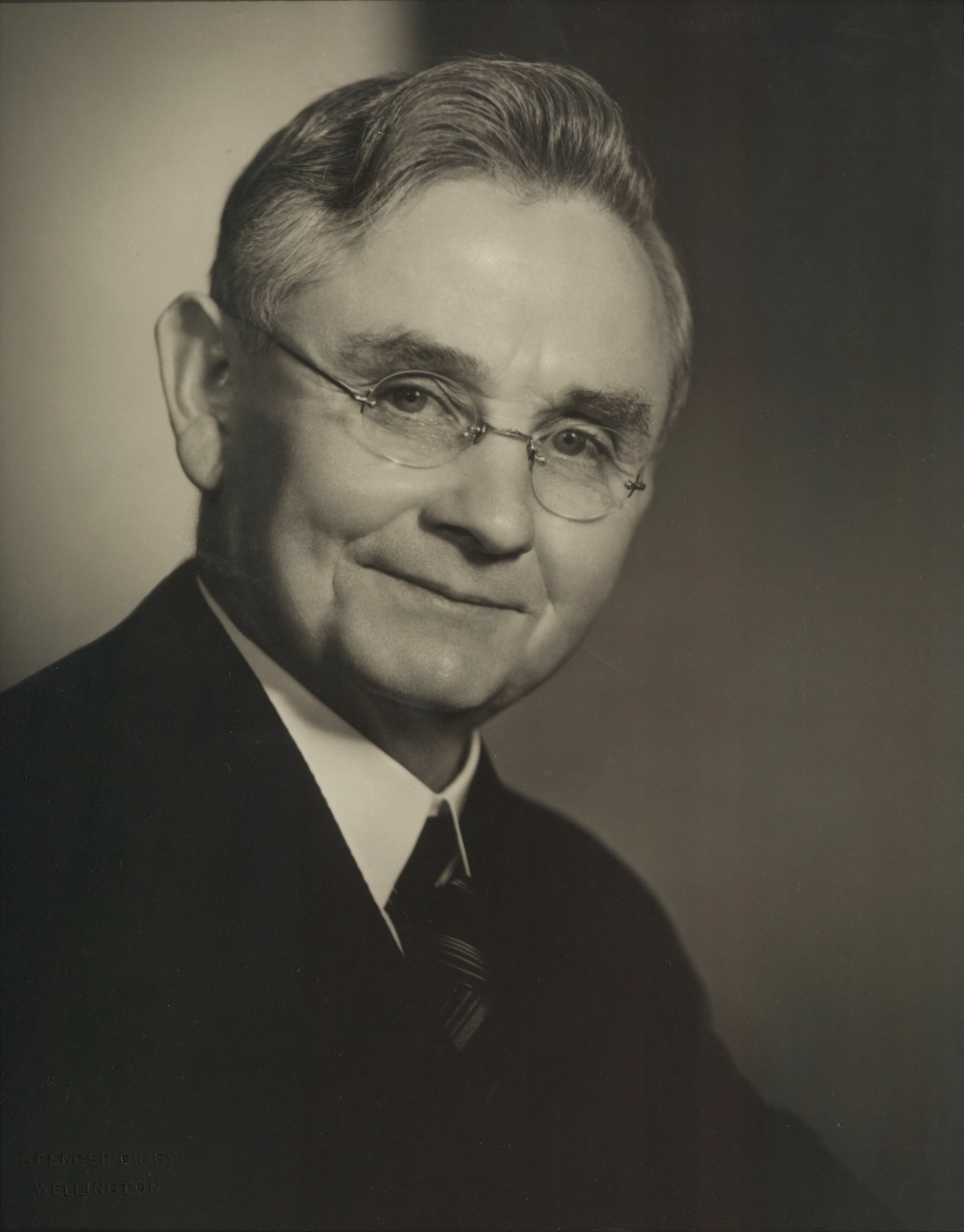
工黨第一位總理邁克爾·約瑟夫·薩瓦奇（Michael Joseph Savage）

工黨的領袖迈克尔·约瑟夫·萨瓦奇（Michael Joseph Savage）於1935年12月6日就任總理，標誌著工黨第一任期的開始。新政府迅速著手實施一系列重大改革，包括重組社會福利制度和製定國家住房計劃。 每週四十小時的工作制也使工人受益，立法使工會更容易代表他們進行談判。 萨瓦奇本人在工人階級中非常受歡迎，他的畫像可以在全國許多房屋的牆上被找到。

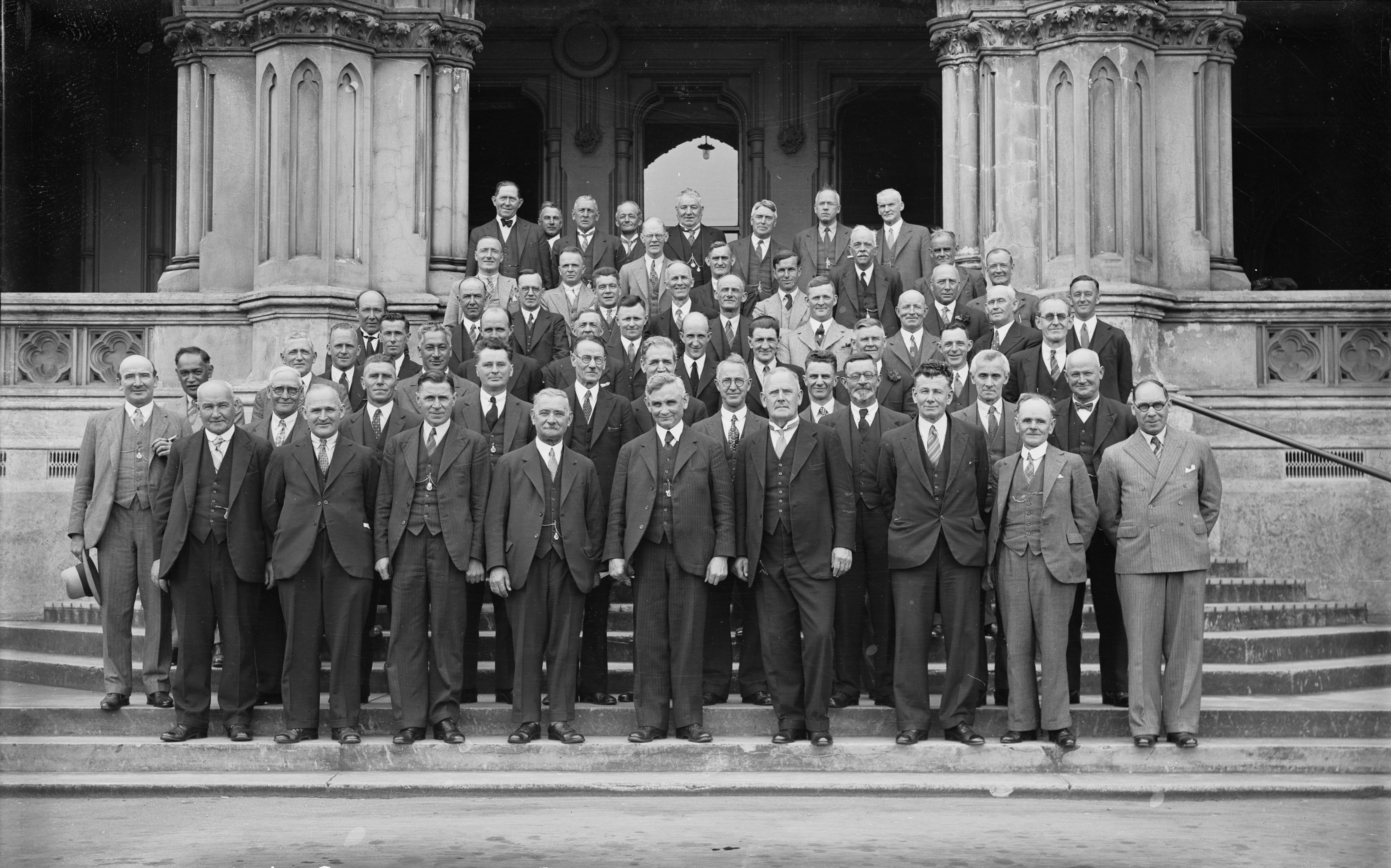
1935年，第一屆工黨政府議員在惠靈頓國會圖書館的台階上

同時，反對派抨擊工黨的左翼政策，並指責其破壞了自由企業和辛勤工作。 在工黨贏得第一場胜利的第二年，改革黨和聯合黨將聯盟推向了下一步，並同意彼此合併。 合併後的組織被命名為新西兰国家党，並將在未來幾年成為工黨的主要競爭對手。
工黨也遭到其內部的反對。 工黨在成立之初就明確地是社會主義的，但它已經逐漸擺脫了其先前的激進主義。 黨的前領導人哈里·霍蘭（Harry Holland）的逝世標誌著黨歷史的重大轉折。但是，黨內有些人對黨內焦點的變化不滿意，最著名的是約翰·李。 李的觀點是社會主義和社會信用論的混合體，後來成為對黨的領導的直言不諱的批評者，指責其獨裁地行事並背叛了黨的等級和檔案。 經過長期的痛苦爭執，李被開除黨籍，成立了自己的獨立民主工党(新西兰)。
萨瓦奇於1940年去世，由彼得·弗雷澤（Peter Fraser）接任，彼得·弗雷澤成為工黨現任時間最長的總理。 在第二次世界大戰的大部分時間裡，弗雷澤被稱為新西蘭的領導人。

## 历任党魁
1. 阿尔弗雷德·欣德马什（1916年－1918年）
2. 哈里·霍兰德（1919年－1933年）
3. 迈克尔·约瑟夫·萨瓦奇（1933年－1940年；1935年－1940年任总理）
4. 彼得·弗雷泽（1940年－1950年；1940年－1949年任总理）
5. 華爾特·納許（1951年－1963年；1957年－1960年任总理）
6. 阿诺德·诺德梅尔（1963年－1965年）
7. 诺曼·柯克（1965年－1974年；1972年－1974年任总理）
8. 比尔·罗林（1974年－1983年；1974年－1975年任总理）
9. 戴维·朗伊（1983年－1989年；1984年－1989年任总理）
10. 杰弗里·帕尔默（1989年－1990年；1989年－1990年任总理）
11. 迈克尔·穆尔（1990年－1993年；1990年任总理）
12. 海伦·克拉克（1993年－2008年；1999年－2008年任总理）
13. 菲爾·戈夫（2008年－2011年）
14. 大衛·舒利亞（2011年－2013年）
15. 戴维·坎利夫（2013年－2014年）
16. 安德魯·利特爾（2014年－2017年）
17. 傑辛達·阿德恩（2017年2022年）
18. 克里斯·希普金斯（2022年至今，曾任紐西蘭總理）

## 參閱
- 紐西蘭政治